# Tukak
Tukak is een bestuurslaag in het regentschap Bangka Selatan van de provincie Bangka-Belitung, Indonesië. Tukak telt 864 inwoners (volkstelling 2010).